# نیلسون مورا
نیلسون مورا (انگلیسی: Nílson؛ زادهٔ ۱۹ نوامبر ۱۹۶۵) بازیکن سابق فوتبال اهل برزیل است که در پست مهاجم بازی می‌کرد. او ۳۴ بازی انجام داد و ۲۵ گل برای فلامینگو به ثمر رساند.